# The Ring (Angel)
The Ring conocido en América Latina como El Coliseo y en España como Combate a muerte es el décimo sexto episodio de la primera temporada de la serie de televisión estadounidense Ángel. Escrito por Howard Gordon y dirigido por Nick Marck, el episodio se estrenó originalmente el 29 de febrero de 2000. Fue nominado a un Emmy Award por mejor maquillaje de una serie. En este episodio Ángel se ve obligado a convertirse en una especie de gladiador luego de ser atrapado, mientras Cordelia y Wesley tratan de salvarlo.  

## Argumento
A Investigaciones Ángel llega un desesperado y malherido Darin McNamara, un nuevo cliente quien clama que su hermano Jack fue secuestrado por unos demonios. Ángel inicia su búsqueda por el desaparecido donde acaba luchando contra los demonios que secuestraron a Jack. Luego rastrea al mismo hasta un club de lucha donde es secuestrado y convertido en un nuevo esclavo del club. Los patrocinadores del club son nada menos que los hermanos McNamara quienes pretendieron estar en problemas para atraer a Ángel e integrarlo al club por su habilidad en las luchas. 
Ángel se ve determinado en desintegrar el club de luchas interiormente tratando de convencer a los peleadores de no luchar y perdonarse la vida mutuamente. No obstante, ninguno parece estar dispuesto a arriesgarse ya que son extorsionados con sus propias vidas con un brazalete mágico que los desintegra de cruzar unas barreas en el propio cuadrilátero. De manera que la libertad se gana una vez que un luchador haya matado a 21 víctimas. En su estadía Ángel se gana la amistad de un demonio llamado Mellish quien muere asesinado por el demonio favorito del club: Val Trepkos: un demonio que se negó a escuchar los consejos de Ángel por estar cerca de ganarse su libertad de acuerdo a las reglas.   
Mientras en Investigaciones Ángel; Wesley y Cordelia comienzan a preocuparse porque su jefe no ha llegado y ambos siguen su pista hasta encontrarlo en el club de las luchas donde contemplan como Ángel se ve obligado a matar a su oponente al estar en juego su vida. Enfurecido Ángel trata de ganarse su libertad amenazando de muerte a Jack McNamara con la esperanza de que Darin quiera rescatarlo, pero para su sorpresa Darin fríamente mata a su propio hermano menor y castiga a Ángel con corrientes eléctricas.          
Al recuperarse de las descargas, Ángel se despierta en la oficina de Lilah Morgan, una joven abogada de Wolfram & Hart que arregló la libertad del vampiro a cambio de que él mismo guarde silencio sobre el negocio de los McNamara. Un decidido Ángel rechaza la "generosa" oferta de Lilah y regresa al club de lucha para rescatar al resto de los luchadores. No obstante Daryl programa la próxima pelea entre Ángel y Val Trepkos revelando que el último está a una víctima de conseguir su tan anhelada libertad.
En la noche del combate; Ángel y Trepkos se enfrentan en una dura lucha. Mientras Wesley y Cordelia experimentan con un brazalete robado hasta que consiguen crear una "llave" con cabello de caballo. En el club de luchas, luego de una larga y difícil lucha; Ángel derrota a Trepkos pero le perdona la vida quien después le regresa el favor para el descontento de Darin quien ordena la muerte de los dos.
Wesley trata de darle la llave a Ángel pero no puede ya que el vampiro esta en plena lucha y por si fuera poco, el inglés pierde la llave ante Tom Cribb, un demonio reptiloide que usa la llave para sí mismo y libera al resto de los luchadores que impiden la muerte de Trepkos y Ángel. Durante la lucha Trepkos mata a Darin al arrojarlo a las barreras del cuadrilátero con el brazalete puesto. Cribbs luego libera a Ángel y a Trepkos de sus brazaletes. Mientras salen del recién cerrado club, Ángel, Wesley y Cordelia se dan cuenta de que aunque detuvieron un negocio inmoral e ilegal, irónicamente pusieron más vidas en riesgo al liberar a los demonios luchadores.

## Elenco
- David Boreanaz como Ángel.
- Charisma Carpenter como Cordelia Chase.
- Alexis Denisof como Wesley Wyndam Pryce.

## Producción

### Redacción
Tim Minear dio explicaciones a la pequeña controversia generada en este episodio, al presentar a Wolfram & Hart liberando a Ángel de una situación en la que no hubiera durado mucho cuando en realidad lo quieren muerto. Como se muestra en el siguiente episodio "Five by Five". "Hasta ese punto Faith se vio implicada, lo querían muerto pero no ahora", dice "Creo que si se tiene un poco de paciencia, todo lo demás tendrá sentido en el futuro".

## Continuidad
- Cuando Cordelia revisa la base de datos, Wesley le pregunta si se encuentran "Los Guerreros de Oden Tal" los antaguionistas del episodio She
- Este episodio marca la primera aparición de Lilah Morgan, un personaje que se hará más recurrente conforme la trama avance.